# Karbinci
Karbinci (in macedone Карбинци?) è un comune rurale della Macedonia del Nord.
Il comune confina con Probištip, Češinovo-Obleševo e Zrnovci a nord e a est e con Radoviš e Štip a sud e a ovest.

## Società

### Evoluzione demografica
Secondo il censimento nazionale del 2002 il comune conta 4 012 abitanti. I principali gruppi etnici sono:
- Macedoni: 3 200
- Turchi: 728
- Altri

## Località
Il comune è composto dalle seguenti località:
- Argulica
- Batanje
- Vrteška
- Golem Gaber
- Gorni Balvan
- Gorno Trogerci
- Dolni Balvan
- Dolno Trogerci
- Ebeplija
- Januzlija
- Kalauzlija
- Karbinci
- Kepekčelija
- Kozjak
- Krupište
- Kurfalija
- Kučilat
- Kučica
- Mal Gaber
- Mičak
- Muratlija
- Nov Karaorman
- Odjalija
- Prilepčani
- Prnalija
- Radanje
- Ruljak
- Tarinci
- Crvulevo